# Nightmare Creatures
Nightmare Creatures (En español Criaturas de Pesadilla) es un videojuego de terror lanzado para PlayStation y Windows en 1997, y para Nintendo 64 en 1998. Fue desarrollado por Kalisto Entertainment y distribuido por Activision. El juego relata las aventuras de los dos protagonistas en diferentes periodos del tiempo que luchan contra el alquimista Adán y la Hermandad de Hécate, quienes están tratando de crear una raza de superhombres para que los sigan en sus planes. Por desgracia, en vez de superhombres, han creado una horda de monstruos para que los ayuden en su plan de conquistar el mundo.

## Introducción
Es una aventura de acción situada en tercera persona con temas de horror, esto te permite elegir entre dos personajes para luchar contra el mal que está corrompiendo a la ciudad de Londres gracias a los experimentos del alquimista Adán y a la Hermandad de Hécate, que con el objetivo de crear una raza de superhombres para poder controlar el mundo, han creado a monstruos que invaden las calles de la ciudad.
El juego fue creado por Kalisto y publicado por Activision, fue lanzado para la PlayStation el 17 de noviembre de 1997 y en el PC de un mes después del anterior lanzamiento. El juego fue lanzado para la Nintendo 64 el 30 de noviembre de 1998.
Tiene como trasfondo real la Quema del Parlamento de Londres de 1834, y está centrado principalmente en torno a la lucha cuerpo a cuerpo. Dicho juego es considerado como un juego de lucha con ligeros toques de terror y de misterio, destacándose por el diseño característico de las criaturas que recorren las calles de Londres. El jugador puede controlar al padre Ignacio Blackward o a Nadia Franciscus combatiendo con docenas de criaturas que vagan libres por la ciudad de Londres.
En 2017 se confirmó que habrá una remasterización de este juego mostrando un tráiler lanzado ese mismo año con un rediseño aunque no se sabe cuándo será lanzado ya que está en desarrollo aunque ya no por Kalisto, porque la empresa está cerrada, sino por otra empresa afiliada a Activision; lo más probable es que salgan para consolas de última generación.

## Historia
Todo empezó antes del gran incendio de 1666, cuando la Hermandad de Hécate comenzó a realizar experimentos para transformar a una persona en un ser más poderoso. Su plan consistía en apoderarse de la ciudad de Londres y luego, con el tiempo, dominar el mundo entero. El escritor Samuel Pepys, el único personaje que aparece en el juego que está basado en un personaje real, se infiltró uniéndose a la Hermandad en 1660. Una vez que la sociedad secreta comenzó a desarrollar el plan, creando criaturas mutadas muy fuertes,y después intentar multiplicarlas en masa.
Pepys tomó nota de las extrañas idas y venidas de la Hermandad, comenzó a grabar los experimentos en sus diarios y empezó a diseñar una manera de detener a la Hermandad y sus horribles experimentos. El 2 de septiembre de 1666, la sociedad comenzó a reunirse en un almacén para empezar los preparativos para crear las mutaciones. Fue ahí donde Pepys entró en acción, mató a todos los miembros de la Hermandad y destruyó todas sus investigaciones. El incendio creado se extendió rápidamente por toda la ciudad, lo que resultó formar en el Gran Incendio de Londres.
Después de 170 años una plaga masiva ha comenzado a expandirse la ciudad. Las personas que están infectadas por el virus comienzan a mutar y desaparecen en los oscuros callejones y alcantarillas esparcidos por las calles de Londres. El Padre Ignacio Blackward es enviado a Chelsae, una parroquia local, desesperado por intentar encontrar una solución al virus que infecta la ciudad. Poco después de estos acontecimientos, dejan un tomo viejo en la puerta del sacerdote. El Padre Ignacio es un experto en todas las cosas ocultas y comienza a descifrar cosas del libro en descomposición y es así como descubre que es uno de los diarios de Samuel Pepys. Tras realizar algunas investigaciones, el sacerdote descubre una entrada que describe las actividades de la Hermandad de Hécate, principalmente la fórmula que crearon para crear mutaciones. Tras dicho descubrimiento, envía el diario a un colega en Nueva Orleans, el doctor Jean Franciscus, que es historiador y un experto en antiguas sociedades secretas.
Después de leer el diario, el doctor Franciscus viaja a Londres con su hija Nadia, que está interesada en seguir una liga de gimnasia en la ciudad. Una vez que llegan a la ciudad, el médico se encuentra con el Padre Ignacio con el fin de discutir los descubrimientos hechos gracias al diario. A la mañana siguiente, el sacerdote descubre información importante y cuando se dirige a la habitación de hotel de Jean, lo encuentra herido de muerte. Llegando a oír las últimas palabras del doctor, "Asesino. Adán Crowley. La Hermandad de El... La revista se ha ido... " Cuando llega Nadia, esta se encuentra con su padre muerto y al sacerdote al lado del cuerpo. Es así como rápidamente comienza a cuestionar al sacerdote que le recita las últimas palabras de su padre. Ella jura vengar a su padre matando a Adam Crowley y destruyendo a la Hermandad de Hécate.
En el funeral de doctor Franciscus, un hombre vestido de negro llamado Henry Victor intercepta a Nadia y le entrega una nota que dice "Conoce a Adam Crowley, Hermandad de Hécate -. HV" Con una dirección que está escrita en la parte inferior de la nota. El 17 de octubre de 1834, Nadia se reúne con el padre Ignacio en la iglesia en la que se aloja en Chelsea con el fin de comenzar la búsqueda de Adam Crowley, empezando por la dirección que aparece en la nota.
La aventura comienza en las calles de Chelsea, donde Nadia e Ignacio comienzan a seguir el paradero de Adán Crowley, luchando en el proceso con las criaturas que merodean por las calles de la ciudad. Cuando finalmente se hacen con el camino para llegar al laboratorio de Crowley, se encuentran con que ya ha sido destruido y quemado con el fin de destruir las pruebas que lo incriminan. Al acercarse, Crowley se bebe el último frasco de su fórmula, convirtiéndose en un mutante.
Después de una batalla feroz, Crowley es derrotado en los tejados de la Abadía de Westminster y todas sus creaciones arden en las llamas. Así Nadia e Ignacio escapan a un lugar seguro, ya que ya no queda ningún rastro de las investigaciones realizadas por la Hermandad de Hécate.
Sin embargo, en los tejados, una figura oscura con túnica negra recupera la cabeza de Adán Crowley antes de desaparecer en la oscuridad.

## Personajes
Antes de empezar el juego puedes elegir entre los dos protagonistas principales:

### Ignacio Blackard
Es un sacerdote que ha sido entrenado en las artes marciales y un maestro de las ciencias ocultas. Llega a Londres en busca de pistas sobre las extrañas desapariciones que están ocurriendo en la ciudad. Después de estudiar el diario de Samuel Pepys, comienza su viaje por las calles de Londres para detener a la Hermandad de Hécate.

### Nadia Franciscus
Es la hija del doctor Jean Franciscus, médico de inmunología. Nadia acompaña a su padre a Londres para seguir estudiando gimnasia. Ella cae en las redes de la Hermandad cuando su padre es asesinado, utilizando así sus habilidades de gimnasta y sus dotes de tiradora para poder escapar de las garras de la Hermandad de Hécate.
De los dos personajes Ignacio es el más fuerte, aunque Nadia lo supera en velocidad. las decisiones que se toman con cada uno de los personajes no afecta a muchos elementos del juego, los ambientes y las historias son siempre los mismos. El jugador va avanzando por los dieciséis niveles, sin tener en cuenta las batallas con los jefes, luchando contra las criaturas que invaden las calles. El jugador debe utilizar un conjunto de combinaciones de lucha cuerpo a cuerpo con el fin de poder sobrevivir. Cada personaje tiene sus propios combos o habilidades y la capacidad de bloquear los ataques del contrario.

## Modo de juego
Cuando el jugador empieza con el desarrollo del juego aparece un medidor de adrenalina, es lo único que permite al jugador sobrevivir en las calles. El medidor de adrenalina se dispara mientras el personaje está peleando con monstruos y se va agotando cuando no quedan monstruos con los que luchar. También hay un medidor de salud, que va disminuyendo muy lentamente conforme el virus va penetrando en el personaje. Además hay una serie de objetos que ayudan en el progreso del juego, aunque ninguno de dichos objetos es capaz de reponer adrenalina. Muchas de las escenas del juego son escenas con saltos de plataformas.
El juego utiliza un número fijo de vidas. Cuando el personaje muere, éste aparece en el mismo sitio en el que fueron asesinados. Pero cuando el jugador se queda sin vidas, este aparece en la pantalla inicial del nivel donde se encuentre el jugador.

## Enemigos

### Jefes
- Serpiente de alcantarilla: Es el primer Jefe del juego, se trata de una serpiente monstruosa con varias cabezas sin ojos y bocas cavernosas llena de dientes afilados, ataca lanzando fuego, cabezasos y mordidas.

- El hombre de nieve: Este ser es parecido al legendario Yeti pero zombificado, lanza rocas pesadas de hielo como su principal ataque y si el jugador esta cerca de él, lo golpeara causando el doble de daño, para matarlo se pueden usar la dinamita por el ecenario.

- José Manuel: Se cree que se trata del mismo "Jack el destripador" pero cuando la infección atacó a Londres el se infecto y muto en un monstruo más horrendo, ataca lanzado una infinita cantidad de cuchillos contra el jugador, solo se detendra y celebrara si sus cuchillos alcanzaron al personaje protagonista, para derrotarlo, se deben presionar dos switch para que los picos a sus lados lo empalen hasta la muerte.

- Adam Crowley: Es el principal antagonista de la historia y el jefe final, Adam al ser rodeado por los héroes, este se toma su fórmula y muta en un horrible ser, ataca principalmente con ataques cuerpo a cuerpo constantes, al quedar moribundo el jugador procedera a decapitarlo, su cabeza es recogida por un extraño posiblemente algunos de sus seguidores que sobrevivió al brote en Londres y a la persecución de los protagonistas.

### Mutaciones
Las mutaciones, son las personas infectadas por el virus. Dichas criaturas están sueltas por las calles de Londres.
- Zombis: Estos son los primeros enemigos del juego. Fueron personas que se infectarón con el virus y el típico muerto viviente que rondan sin rumbo fijo pero cuando ven al jugador atacan a manotazos, al ser abatidos reviven y continúan atacado y por ello es necesario desmembrarlos o decapitarlos para matarlos de una vez.

- Hombres Lobo: Esta es una mutación del virus con el de la Licantropía y ha formado a estas feroces bestias que tienen el aspecto de hombres lobo zombificados, son rápidos y ágiles pero débiles.

- Demonios: Similar a una pequeña gárgola que exhala fuego para atacar y simulan ser gárgolas decorativas, más tarde son rojas conforme el jugador progrese en la historia, son débiles y fáciles de matar.

- Dockers: Son altos color azulado con piel pedrada, muy fuertes. Estos enemigos son algo difíciles de matar pues son resistentes a los ataques del jugador.

- Monstruos de Pepys: Un enemigo mutado con varios brazos, Camina en dos patas y ataca con sus brazos o patas, al igual que el docker aguanta pero son débiles cuando desprotejen o no bloquean el ataque del jugador.

- Harpías:Son Enemigos femeninos del juego que parece ser una mujer desnuda con alas y una larga cola con la piel pálida, estos enemigos emiten un chillido de una mujer y atacan con embestidas al jugador o golpear con su cola, aunque son algo resistentes son fáciles de matar.

- Demonios araña: Similar al Monstruo de Pepys solo que son más grandes y resistentes lo cual hay que usar armas más poderosas para matarlo, hay una versión más grande y fuerte, se podría decir que es un miniboss.

- Ratas gigantes: Son roedores que se infectaron comiendo carne de los cadáveres infectados por el virus y los muto en monstruos llegando a ser tan grandes del tamaño de un humano, son de color gris y extremadamente agresivas pero son débiles al atacarlos aunque se cubren para protegerse del ataque del jugador.

- Cucarachas Gigantes: Al igual que las ratas, estos insectos fue el resultado de una infección accidental y mutaron a ser más grandes, sus ataques causan más daño pero son fáciles de matar.

- Hombres sin rostro: Estos enemigos son los miembros de la Hermandad Hecate lo cual bebieron la fórmula del virus y los convirtió en monstruos son como los zombis pero con una diferiecia grande ya que visten con un gran abrigo, un sombrero y en su rostro lo cubren con una pañoeleta de ahí el nombre, son resistentes y atacan con un cuchillo.

- Monstruos del Thames: Similar a una serpiente, estos monstruos se encuentran en zonas donde hay agua asomando solo la cabeza, son de color verde y tienen una boca cavernosa llena de dientes afilados, atacan usando sus tentáculos, pese a ser muy horribles son fáciles de matar, hay una versión de este monstruo en los alcantarillados con varias cabezas siendo el primer jefe del juego.

- Gárgolas: Son similares a los demonios y por igual simulan ser decoraciones pero más grandes y resistentes que superan con creces al jugador en todos los sentidos son un reto en matarlos obligando al jugador usar armas más fuertes para vencerlos o evadirlos ya que son un gran problema cuando tienen más enemigos por la zona que persiguen al jugador.